# Honda NR 500

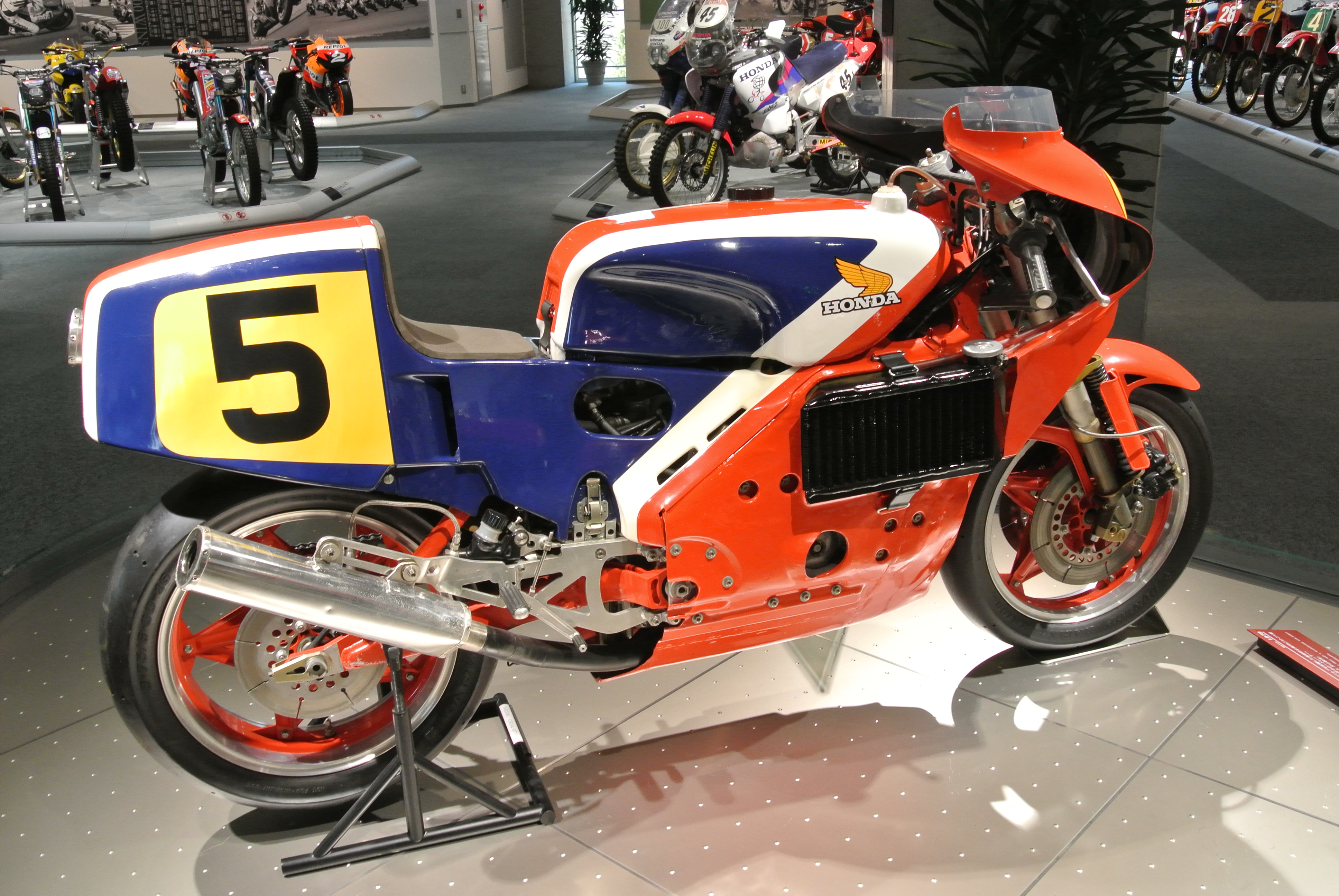
De NR 500 in zijn tweede uitvoering van 1979, met monocoque frame. De blauwe delen (tank en zitgedeelte) konden worden weggenomen waarna het rode deel (monocoque stroomlijn plus voorvork) werd losgeschroefd en als een kruiwagen werd weggereden. Dit was meteen een van de grote problemen van de motor: zelfs kleine wiizigingen zoals het vervangen van sproeiers vereisten een demontage van de hele motorfiets.

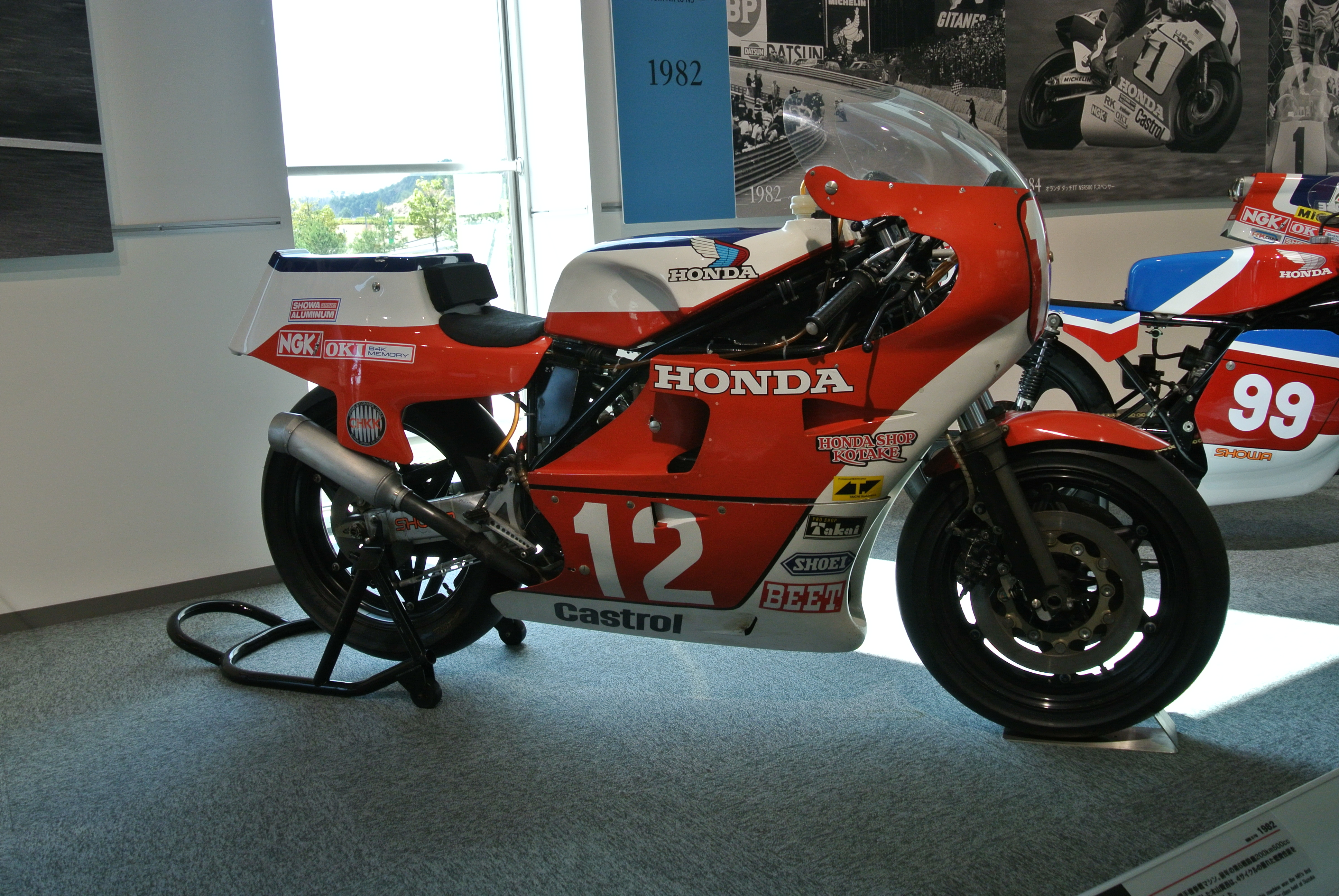
De machine met het Maxton-buisframe en normale Marzocchi-telescoopvork

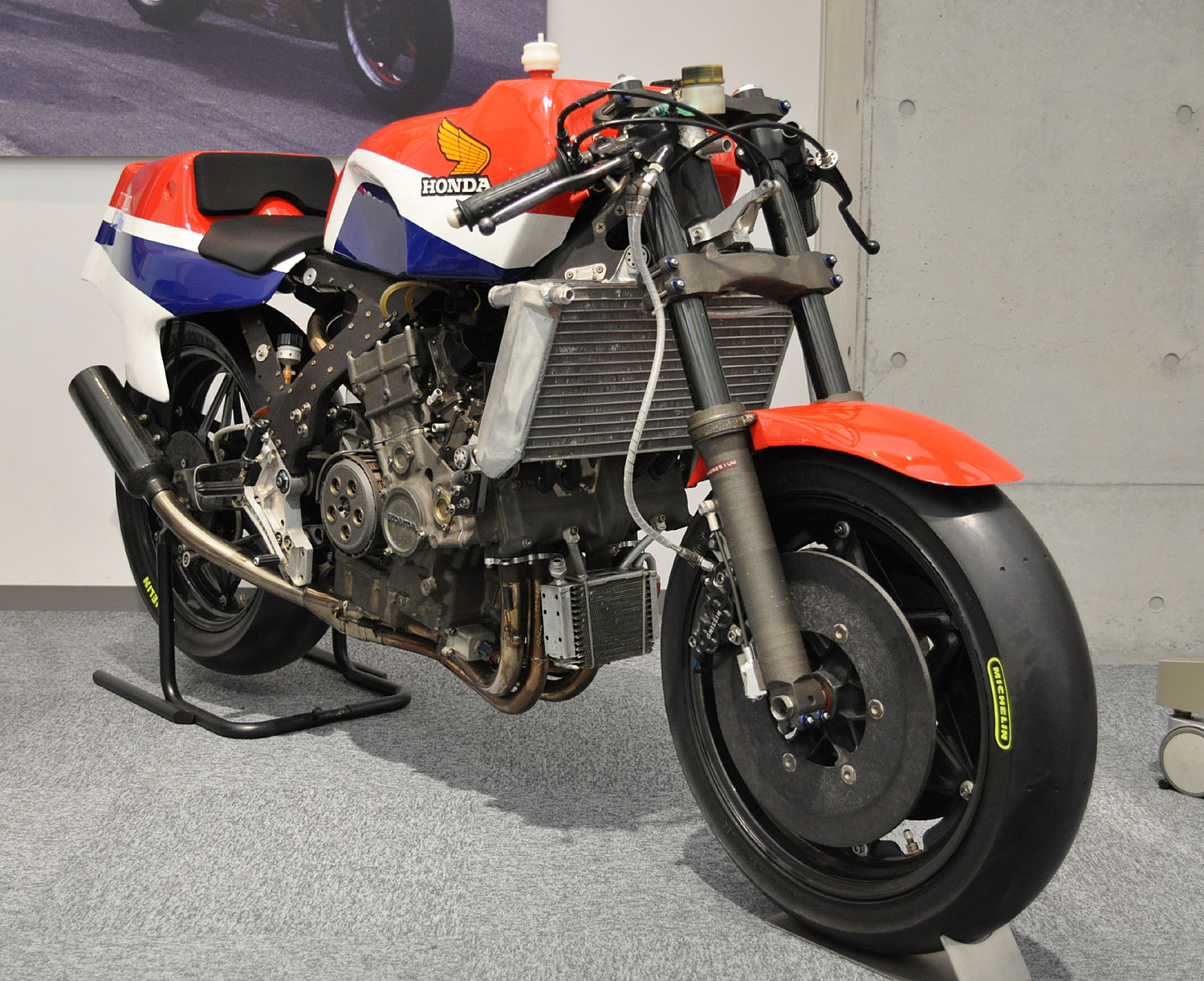
De NR 500 als studie-object in 1983, bijna helemaal opgebouwd uit koolstofvezel en met een normale radiateur

De Honda NR 500 was een wegrace-motorfiets die door het merk Honda zonder succes werd ingezet in het wereldkampioenschap wegrace. Het ontwikkelingsproject kostte tientallen miljoenen guldens maar er werd nooit een punt in het wereldkampioenschap gescoord. 

## Voorgeschiedenis
Honda was eind jaren vijftig de eerste Japanse motorfietsfabrikant die deelnam aan races in Europa. In de jaren zestig was men met viertaktmotoren zeer succesvol in de klassen tussen 50- en 350 cc, maar men moest wel zeer gecompliceerde motoren bouwen om de tweetaktmotoren van de concurrenten voor te blijven. Zo waren er 50cc-tweecilinders, 125cc-vijfcilinders en 250cc-zescilinders die in licht opgeboorde versie ook in de 350cc-klasse werden gebruikt. In de 500cc-klasse werd in de seizoenen 1967 en 1968 de viercilinder Honda RC 181 ingezet. Deze klasse werd toen nog uitsluitend beheerst door viertakten, maar Mike Hailwood kon met de Honda geen vuist maken tegen Giacomo Agostini met de MV Agusta 500 4C. Honda trok zich na 1968 terug uit de wegrace en hoewel er voortdurend geruchten waren dat het merk terug zou keren, gebeurde dat niet. Soichiro Honda had een grote voorliefde voor viertaktmotoren en men hield vast aan het principe dat men wilde racen met motoren die ook te koop waren, maar vanaf het begin van de jaren zeventig begonnen de tweetakten ook in de 500cc-klasse steeds meer terrein te winnen. Aanvankelijk waren dat opgevoerde Suzuki T 500's en Kawasaki H 1 500 Mach III's en later buitenboordmotoren van König, maar de tot slechts 354 cc opgeboorde Yamaha TZ 350's waren goedkoop en snel. De MV Agusta's bleven echter oppermachtig, tot Yamaha voor fabrieksrijders de YZR 500 en voor privérijders de TZ 500 ontwikkelde. Dit waren viercilinder tweetaktmotoren en in 1975 werd Agostini er wereldkampioen mee. In 1976 was de Yamaha echter alweer achterhaald door de Suzuki RG 500, eveneens een tweetakt. Toen MV Agusta zich in 1977 terugtrok was de 46-jarige Heinz Luthringshauser de laatste die met een viertaktmotor punten scoorde in het wereldkampioenschap: hij werd met een BMW 17e in de zijspanklasse. Een groot probleem voor viertaktmotoren was de geluidseis van de FIM, een van de redenen waarom ook MV Agusta zich had teruggetrokken. Die mocht slechts 115 dB(A) bij een bepaalde zuigersnelheid bedragen, maar die zuigersnelheid werd bij de korte-slag viertaktmotor pas bij een hoog toerental bereikt.

## Geruchten vooraf
In 1977 werden de geruchten dat Honda terug zou komen in de 500cc-klasse weer sterker. Er was zelfs sprake van een fabriekscontract voor Giacomo Agostini. Eind 1977 bevestigde directeur Kiyoshi Kawashima dat Honda in 1979 terug wilde keren, "waarschijnlijk met een viertakt". Men kon echter makkelijk uitrekenen dat voor de benodigde 120 pk ten minste een zescilinder viertakt nodig zou zijn. Meer dan vier cilinders waren echter niet toegestaan. Journalist/schrijver Mick Woollett meldde in april 1978 dat Michihiko Aika, hoofd van de race- en ontwikkelingsafdeling, hem had verteld dat men werkte aan een 500cc-V4. Hij maakte daaruit op de motor vreselijk veel toeren zou moeten maken om voldoende vermogen te kunnen leveren. In januari 1979 publiceerde het Japanse blad "Auto-By" een tekening met technische gegevens van de "Honda RC 500 XC", een watergekoelde viercilinder L-motor met brandstofinjectie die slechts 140 kg zou wegen. Het vermogen werd hierbij niet vermeld. Men kon niet anders dan speculeren hoe een dergelijke motor voldoende vermogen zou leveren. Behalve de problemen van de hoge toerentallen en de daarbij horende zuigersnelheid, moest immers ook het probleem van de zwevende kleppen opgelost worden. Daarom grepen motorbladen terug naar constructies uit het verleden, zoals de roterende schuif van NSU uit de jaren dertig, de roterende inlaatkegel van Norton of roterende inlaten die tweetaktmotoren hadden. De Nederlandse coureur Wil Hartog had een reis naar Japan gemaakt en hij meldde dat het over een motor met ovale zuigers en zes kleppen per cilinder zou gaan, waarvan het maximum toerental 18.000 tpm zou bedragen.

## Honda RC 500
Honda publiceerde de eerste foto's in juni 1979, maar gaf geen technische gegevens vrij. De machine werd toen nog "RC 500" genoemd. Een logische naam, want alle voorgaande fabrieksracers hadden de aanduiding "RC" gehad. Uit de foto's bleek dat de machine een monocoque frame had, waarbij zelfs de stroomlijnkuip een dragende functie had. Bij het demonteren van de stroomlijnkuip ging meteen de hele voorvork mee, waardoor men aan het motorblok en de aandrijflijn kon werken. De toerenteller had een rode streep bij 20.000 toeren staan en men gaf een gewicht van slechts 110 kg op. Wetende dat de fabrieksracers van Yamaha en Suzuki 120 resp. 130 kg wogen, was dat bijzonder weinig. Als het toerental van 20.000 werkelijk gehaald kon worden zou dat bovendien een vermogen van 150 pk mogelijk maken, ruim voldoende om de concurrentie te verslaan. De foto's van een oudere versie lieten een buisframe zien met een met het stuur meedraaiend stuurkuipje en grote, lompe luchthappers voor de radiateurs, die aan de zijkant van de motor zaten. Bij de monocoque-versie werd lucht langs de vorkpoten in de kuip geleid die door de zijwaarts geplaatste radiateurs weer naar buiten werd geleid. De voorvork was toen nog bijzonder. Het was weliswaar een telescoopvork, maar op sommige foto's lagen de veren niet alleen buiten, maar ook nog vóór de vork. Verder schoven de onderste vorkpoten ín de bovenste in plaats van andersom. Dit principe zou later bekend worden als Upside Down-voorvork. De machine had vijfspakige Comstarvelgen en monoshock achtervering. MOTO73 haalde in juli 1979 "betrouwbare bronnen" aan die meldden dat de machine wel degelijk acht cilinders had, maar dat deze steeds per paar één gezamenlijke verbrandingsruimte hadden waardoor het reglementair om een viercilinder zou gaan. Elke cilinderkop had zodoende acht kleppen, waarvan er vier boven elke zuiger zaten. Testrijder Takazumi Katayama kon na zijn terugkeer in Nederland (waar hij woonde) al melden dat de machine toch echt slechts vier cilinders en vier zuigers had, maar acht kleppen en twee bougies per cilinder. Katayama was columnist voor Moto 73, waardoor dit blad misschien wel de meest betrouwbare informatie had. 

## Honda NR 500

### 1979
Katayama had al gemeld dat het echte debuut van de nieuwe Honda racer in 1980 zou zijn, maar dat men bij wijze van test in augustus 1979 aan de Britse Grand Prix op Silverstone zou deelnemen. De machine had nu zijn "echte" naam gekregen: Honda NR 500. De letters "NR" stonden volgens de fabriek voor "New Racing". Al tijdens de trainingen waren er veel tegenslagen, zowel voor Katayama als voor zijn teamgenoot Mick Grant. Katayama kwalificeerde zich uiteindelijk als 39e, terwijl Grant zich niet eens wist te kwalificeren. Hij mocht starten omdat enkele rijders niet verschenen. De machines lekten olie en stuurden slecht en de acceleratie was ver beneden peil. De machines wilden niet aanslaan bij de duwstart en Grant viel al in de eerste bocht over zijn eigen olie. In de tweede ronde viel ook Suzuki-rijder Steve Parrish over dat oliespoor. Na de eerste ronde reed ook Katyama de pit in omdat het vermogen van zijn machine zeer teleurstellend was. In de Grand Prix van Frankrijk wisten de Honda-rijders zich niet te kwalificeren. Er konden voor het eerst foto's van de machines worden gemaakt en voor het eerst werd gesproken over "waarschijnlijk ovale zuigers". In elk geval was de brandstofinjectie nog niet gerealiseerd. De eerste Honda NR 500 had nog carburateurs en 16 inch wielen.

### 1980
Begin 1980 waren er al een aantal wijzigingen doorgevoerd. De radiateurs zaten nog steeds aan de zijkant, maar waren nu ook aan de buitenkant voorzien van een luchttunnel. De remklauwen zaten nu, zoals meer gebruikelijk was, achter de vorkpoten en het kleine ruitje was vervangen door een koepelvormig exemplaar. Voor in de stroomlijnkuip zat nu een oliekoeler. Op verzoek van de bandenfabrikanten waren er nu 18" wielen gebruikt omdat 16" banden nauwelijks beschikbaar waren. Teamleider Gerald Davison verklaarde in april dat de Honda voorlopig niet in races zou worden ingezet. Met een vermogen van 120 pk en het gewicht van 130 kg kon men de concurrentie van Yamaha en Suzuki niet aan. Men had het team opnieuw teruggetrokken, dit keer tijdens de GP van Oostenrijk, die in 1980 niet meetelde voor het WK. In juni werd er plotseling getest met een buisframe. De tests door Mick Grant en Stan Woods vonden plaats op Oulton Park, Donington Park en Goodwood en de machines waren bij het Britse hoofdkwartier in Slough opgebouwd. Het brugframe was ontwikkeld door Ron Williams, die bekend was van zijn Maxton-frames. De bijzondere voorvork was vervangen door een normale telescoopvork van Marzocchi. Katayama had dit frame al eerder getest en was er niet over de spreken, maar het monocoque-frame was lastig omdat er helemaal niet aan de motor gewerkt kon worden zonder het volledig te demonteren. Takazumi Katayama reed de machine in een internationale race in Misano en werd daar zelfs derde, maar de problemen waren nog niet opgelost: koelwater en olie werden zo heet dat Katayama de race reed zonder het onderste deel van zijn stroomlijnkuip. Pas in augustus verscheen de machine weer bij de trainingen van de Grand Prix van Finland. Hier bleek dat ook de motor helemaal opnieuw was opgebouwd: de tandwieltrein voor de aandrijving van de nokkenassen zat eerst aan de rechterkant van het motorblok, maar zat nu tussen de middelste cilinders. Dit was gedaan om de olielekkage langs het distributiecarter tegen te gaan. In de trainingen ging het nog slechter dan in 1979. Toen waren de Honda's ongeveer 6 seconden per ronde langzamer dan de concurrentie, nu kwamen ze zelfs 8,6 seconden te kort. De machine was door het nieuwe frame dan ook 16 kg zwaarder geworden en men kwalificeerde zich weer niet. Voor het eerst dook nu ook de spotnaam voor de machine op: "Never Ready" in plaats van "New Racing".

### 1981
Al in januari 1981 meldde Takazumi Katayama dat de NR 500 opnieuw verbeterd was. Hij zou lichter en kleiner zijn en 120 pk leveren. De blokhoek van 100° was veranderd naar 90°. Door problemen met de afstelling van het injectiesysteem bleef men met carburateurs rijden. Freddie Spencer reed de machine naar de vijfde plaats in de Britse Grand Prix, maar viel uit en Katayama werd dertiende in de Grand Prix van Oostenrijk. In 1981 begon men ook met de ontwikkeling van een tweetaktmotor, de NS 500, maar duidelijk was dat men het NR 500-project zou voortzetten. Die machine woog inmiddels 145 kg, waar er minstens 20 vanaf moesten en de hoge toerentallen veroorzaakten nog steeds problemen. 

### 1982 en later
Hoewel Honda officieel nog steeds niet bekend had gemaakt dat de Honda NR 500 ovale zuigers had, was dat intussen een publiek geheim. In 1982 ging het gerucht dat men intussen normale, ronde zuigers had toegepast. Takazumi Katayama's contract werd met twee jaar verlengd om de machine verder te ontwikkelen. Tot succes zou het echter niet meer komen. Katayama kreeg net als Marco Lucchinelli en Freddie Spencer de nieuwe NS 500-tweetaktracer en Ron Haslam reed sporadisch in de Grands Prix met een NR 500. Van de NR 500 werd later de peperdure Honda NR 750 afgeleid, die slechts in een kleine oplage gebouwd werd. De NR 500 bleef als studieobject gebruikt worden. In 1983 werd de machine voorzien van een koolstofvezel frame, koolstofvezel remmen, wielen, remblokken, achtervork en telescoopvork, alleen om te bestuderen of het werkte. De machine had ook een "normale" radiateur.
Als wegracer was de Honda NR 500 een mislukking, maar Honda gaf aan dat de machine vooral bedoeld was geweest om te leren voor de normale productie-motorfietsen. Men gaf aan dat de winst zat in kennis over het oplossen van stuur- en remproblemen met 16 inch wielen, het gebruik van koolstofvezel, het gebruik van het monocoque frame, het gebruik van bijzondere veersystemen, gebruik van allerlei kunststoffen, vervaardigen van onderdelen uit titanium, het ontwikkelen van de stroomlijnkuipen, het bouwen van V-motoren, de techniek van de toepassing van ovale zuigers en het bouwen van koolstofvezel frames.

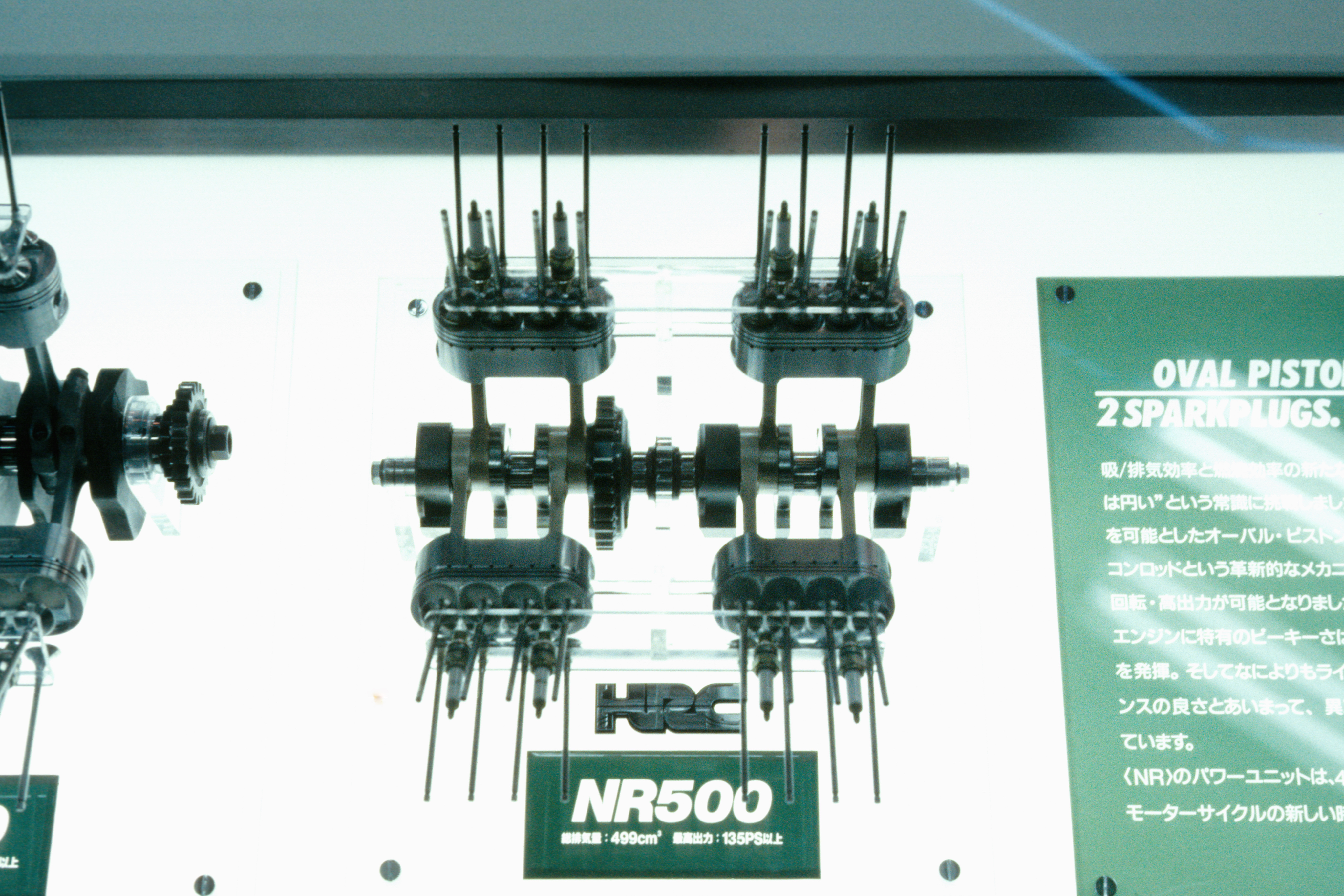

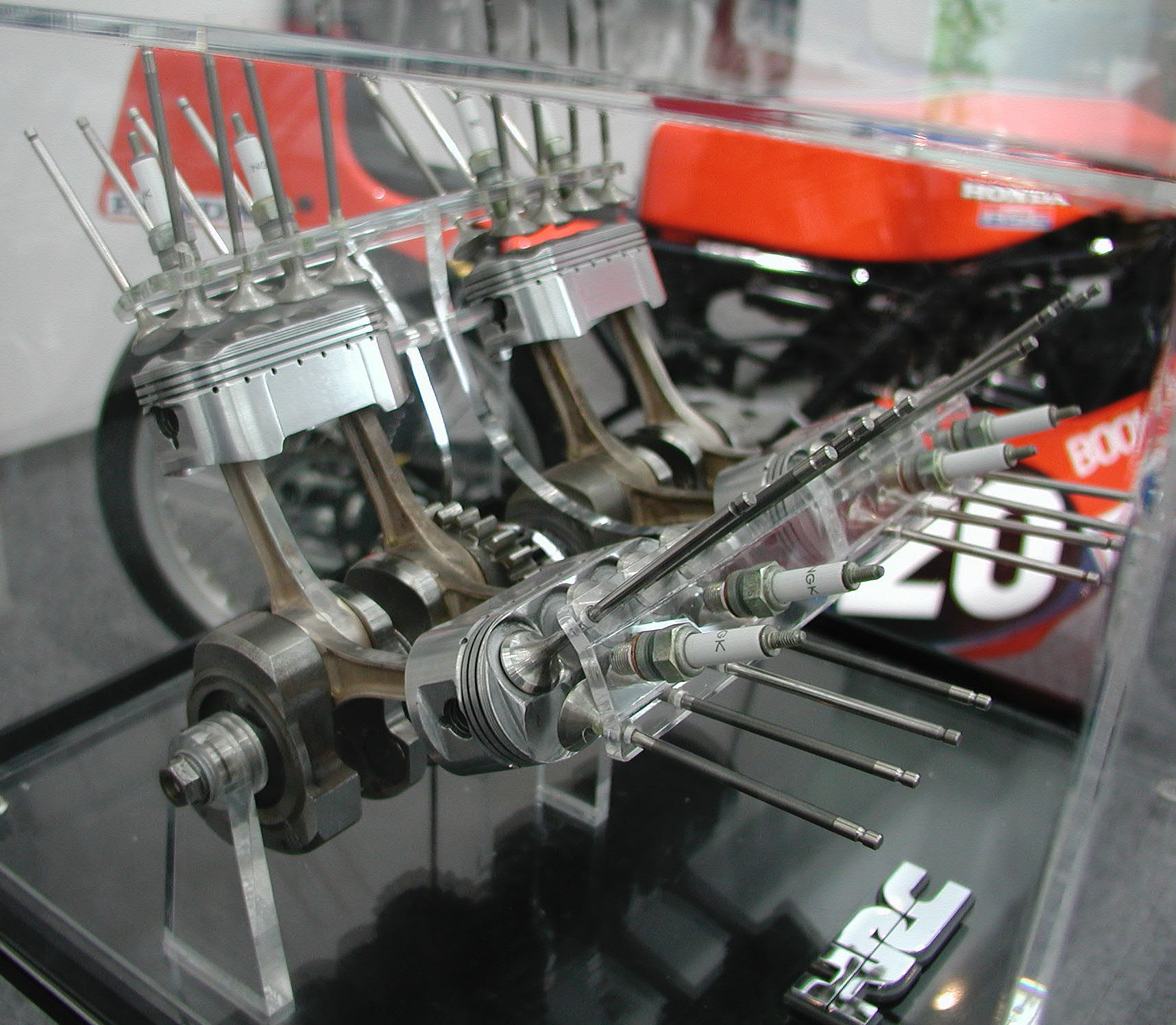

## Techniek

### Motor
De oorspronkelijke motor was een 100° V-motor met waterkoeling, dubbele bovenliggende nokkenassen en acht kleppen en twee bougies per cilinder. De toepassing van ovale zuigers vereiste twee drijfstangen per zuiger. Volgens een opgave van Honda in 1984 zouden de zuigers 134,3 mm lang en 41 mm breed zijn geweest, terwijl de slag 24 mm zou bedragen. De cilinderinhoud bedroeg 499,5 cc, zodat het zuigeroppervlak ongeveer overeenkwam met een boring van 62 mm. Aanvankelijk waren er twee bobines toegepast, later vier. Die vier bobines bleven bij de latere 90° V-motor gehandhaafd. Omdat de hoek tussen de klepstelen nogal groot moest zijn, werden de zuigers nogal puntig.

### Aandrijflijn
Vergeleken met de zeer bijzondere motor was de verdere aandrijflijn vrij conventioneel. Een meervoudige droge platenkoppeling aan de rechterkant van de motor dreef de zesversnellingsbak aan. Voor de koeling van deze koppeling waren kleine luchthappertjes in de stroomlijnkuip aangebracht. Het achterwiel werd aangedreven via een ketting, maar om de kettingspanning constant te houden was de achtervork wel in de versnellingsbak gelagerd.